# Global.Kryner

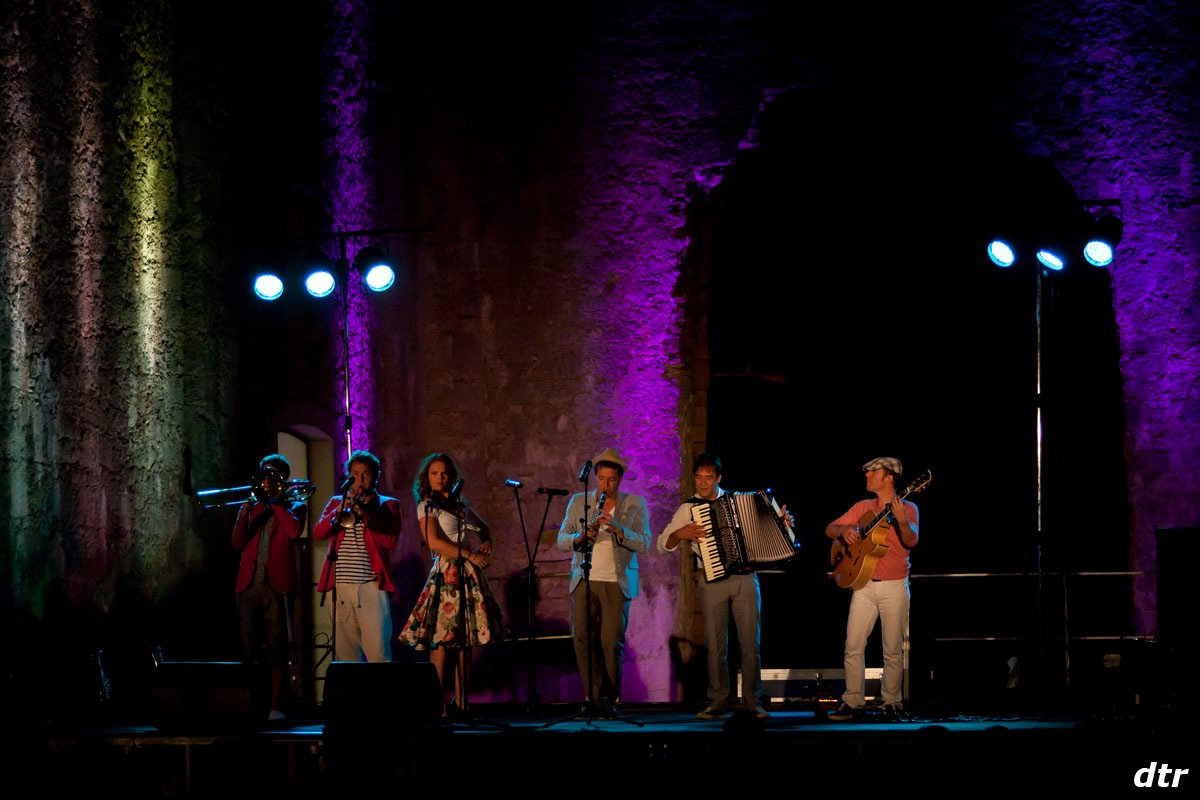
Global Kryner

Global.Kryner är en österrikisk folkmusikgrupp bestående av Sabine Stieger (sång), Christof Spörk (klarinett), Sebastian Fuchsberger (bastrombon, tenor och joddel), Edi Köhldorfer (gitarr), Karl Rossmann (trumpet) och Anton Sauprügl (dragspel). 
De har gjort sig kända runtomkring i världen för att arrangera om kända poplåtar till folkmusik och bland de låtar de tolkat finns Eye of the Tiger, I Will Survive, Proud Mary, Like a Virgin och Something Stupid. 
Gruppen representerade Österrike i Eurovision Song Contest 2005 i Kiev, Ukraina med låten Y Así. De lottades att framträda som nummer ett i semifinalen och fick ett stort bifall från publiken på plats, men fick inte tillräckligt med poäng för att ta sig vidare till finalen då de slutade på 21:a plats av 24 tävlande. 
Efter bakslaget meddelade det österrikiska TV-bolaget ORF att man inte tänkte medverka i Eurovisionen 2006. 

## Diskografi
- Global Kryner, 2004
- Krynology, 2005
- Weg, 2008